# Campionati europei di atletica leggera 2022 - Salto triplo maschile
La specialità del salto triplo maschile dei campionati europei di atletica leggera 2022 si è svolta tra il 15 e il 17 agosto all'Olympiastadion di Monaco di Baviera, in Germania.

## Podio
| Pos.    | Atleta               | Nazionalità | Tempo   | Note |
| ------- | -------------------- | ----------- | ------- | ---- |
| Oro     | Pedro Pichardo       | Portogallo  | 17,50 m |      |
| Argento | Andrea Dallavalle    | Italia      | 17,04 m |      |
| Bronzo  | Jean-Marc Pontvianne | Francia     | 16,94 m |      |

## Situazione pre-gara

### Record
Prima di questa competizione, il record del mondo (RM), il record europeo (EU) e il record dei campionati (RC) erano i seguenti.
| Record                | Prestazione | Atleta                         | Data                              | Competizione  |
| --------------------- | ----------- | ------------------------------ | --------------------------------- | ------------- |
| Record mondiale       | 18,29 m     | Jonathan Edwards Gran Bretagna | 7 agosto 1995 Göteborg, Svezia    | mondiali 1995 |
| Record europeo        | 18,29 m     | Jonathan Edwards Gran Bretagna | 7 agosto 1995 Göteborg, Svezia    | mondiali 1995 |
| Record dei campionati | 17,99 m     | Jonathan Edwards Gran Bretagna | 23 agosto 1998 Budapest, Ungheria | Europei 1998  |

### Campione in carica
Il campione europeo in carica era:
| Campione | Atleta  | Prestazione             | Data                             | Competizione |
| -------- | ------- | ----------------------- | -------------------------------- | ------------ |
| Europeo  | 17,10 m | Nelson Évora Portogallo | 12 agosto 2018 Berlino, Germania | Europei 2018 |

### La stagione
Prima di questa gara, gli atleti europei con le migliori tre prestazioni dell'anno erano:
| Pos. | Atleta                           | Prestazione | Data                                         |
| ---- | -------------------------------- | ----------- | -------------------------------------------- |
| 1    | Pedro Pichardo Portogallo        | 17,95 m     | 23 luglio 2022 Eugene, Stati Uniti d'America |
| 2    | Andrea Dallavalle Italia         | 17,28 m     | 25 giugno 2022 Rieti, Italia                 |
| 3    | Maksim Niastsiarenka Bielorussia | 17,24 m     | 13 luglio 2022 Brėst, Bielorussia            |

## Risultati

### Qualificazioni
La gara si è svolta il 15 agosto alle ore 20:05.
Si qualificano alla finale gli atleti che raggiungono i 16,95 m (Q) o i migliori dodici (q).
| Pos | Gruppo | Atleta                 | Nazionalità   | 1ª prova | 2ª prova | 3ª prova | Risultato | Note |
| --- | ------ | ---------------------- | ------------- | -------- | -------- | -------- | --------- | ---- |
| 1   | A      | Pedro Pichardo         | Portogallo    | 16,89 m  | 17,36 m  |          | 17,36 m   | Q    |
| 2   | B      | Emmanuel Ihemeje       | Italia        | 17,20 m  |          |          | 17,20 m   | Q    |
| 3   | A      | Jean-Marc Pontvianne   | Francia       | x        | 16,96 m  |          | 16,96 m   | Q    |
| 4   | B      | Andrea Dallavalle      | Italia        | 16,83 m  | -        | -        | 16,83 m   | q    |
| 5   | B      | Marcos Ruiz            | Spagna        | 15,91 m  | x        | 16,76 m  | 16,76 m   | q    |
| 6   | B      | Enzo Hodebar           | Francia       | 16,70 m  | x        | -        | 16,70 m   | q    |
| 7   | A      | Tobia Bocchi           | Italia        | 15,99 m  | 16,55 m  | r        | 16,55 m   | q    |
| 8   | A      | Ben Williams           | Gran Bretagna | 15,56 m  | 16,47 m  | x        | 16,47 m   | q    |
| 9   | A      | Răzvan Cristian Grecu  | Romania       | x        | x        | 16,44 m  | 16,44 m   | q    |
| 10  | B      | Tiago Pereira          | Portogallo    | x        | 16,36 m  | x        | 16,36 m   | q    |
| 11  | A      | Pablo Torrijos         | Spagna        | 16,09 m  | 16,12 m  | r        | 16,12 m   | q    |
| 12  | B      | Jesper Hellström       | Svezia        | 15,66 m  | 16,07 m  | 16,06 m  | 16,07 m   | q    |
| 13  | B      | Georgi Nachev          | Bulgaria      | x        | 15,84 m  | 16,04 m  | 16,04 m   |      |
| 14  | A      | Levon Aghasyan         | Armenia       | x        | 16,03 m  | 15,65 m  | 16,03 m   |      |
| 15  | B      | Dimitrios Tsiamis      | Grecia        | 15,42 m  | 15,97 m  | 15,99 m  | 15,99 m   |      |
| 16  | B      | Adrian Świderski       | Polonia       | x        | 15,72 m  | 15,97 m  | 15,97 m   |      |
| 17  | A      | Simo Lipsanen          | Finlandia     | 15,79 m  | x        | 15,93 m  | 15,93 m   |      |
| 18  | B      | Andreas Pantazis       | Grecia        | 15,72 m  | 15,86 m  | 15,86 m  | 15,86 m   |      |
| 19  | A      | Nikolaos Andrikopoulos | Grecia        | x        | 15,19 m  | 15,39 m  | 15,39 m   |      |
| 20  | A      | Benjamin Compaoré      | Francia       | x        | x        | 15,17 m  | 15,17 m   |      |
| -   | A      | Nazim Babayev          | Azerbaigian   | x        | r        |          | nm        |      |
| -   | B      | Alexis Copello         | Azerbaigian   | x        | x        | x        | nm        |      |
| -   | B      | Necati Er              | Turchia       | x        | -        | r        | nm        |      |
| -   | A      | Tibor Galambos         | Ungheria      | x        | x        | x        | nm        |      |

### Finale
La gara si è svolta il 17 agosto a partire dalle ore 20:15.
| Pos     | Atleta                | Nazionalità   | 1ª prova | 2ª prova | 3ª prova | 4ª prova | 5ª prova | 6ª prova | Risultato | Note                                     |
| ------- | --------------------- | ------------- | -------- | -------- | -------- | -------- | -------- | -------- | --------- | ---------------------------------------- |
| Oro     | Pedro Pichardo        | Portogallo    | 17,05 m  | 17,50 m  | x        | -        | -        | x        | 17,50 m   |                                          |
| Argento | Andrea Dallavalle     | Italia        | x        | x        | 16,81 m  | x        | 17,04 m  | x        | 17,04 m   |                                          |
| Bronzo  | Jean-Marc Pontvianne  | Francia       | x        | x        | 16,94 m  | x        | x        | x        | 16,94 m   |                                          |
| 4       | Tobia Bocchi          | Italia        | 16,34 m  | 16,70 m  | x        | x        | 16,79 m  | 16,37 m  | 16,79 m   |                                          |
| 5       | Marcos Ruiz           | Spagna        | x        | 16,78 m  | 16,48 m  | x        | x        | 16,77 m  | 16,78 m   |                                          |
| 6       | Ben Williams          | Gran Bretagna | 16,66 m  | x        | x        | 16,47 m  | x        | 16,53 m  | 16,66 m   |                                          |
| 7       | Enzo Hodebar          | Francia       | 16,62 m  | 16,61 m  | x        | x        | 15,24 m  | x        | 16,62 m   |                                          |
| 8       | Tiago Pereira         | Portogallo    | x        | 16,56 m  | 16,59 m  | 16,60 m  | x        | x        | 16,60 m   |                                          |
| 9       | Emmanuel Ihemeje      | Italia        | x        | 16,55 m  | 16,30 m  |          |          |          | 16,55 m   |                                          |
| 10      | Jesper Hellström      | Svezia        | 16,02 m  | 14,90 m  | 16,23 m  |          |          |          | 16,23 m   | Miglior prestazione personale stagionale |
| -       | Pablo Torrijos        | Spagna        | x        | x        | x        |          |          |          | nm        |                                          |
| -       | Răzvan Cristian Grecu | Romania       | x        | r        |          |          |          |          | nm        |                                          |